# 大花茅根
大花茅根（学名：Perotis macrantha）为禾本科茅根属下的一个种。

## 扩展阅读
維基物種上的相關：大花茅根